# Eupithecia insignata
Eupithecia insignata là một loài bướm đêm trong họ Geometridae.